# Осечна (Поморське воєводство)
Осечна (пол. Osieczna, нім. Hagenort) — село в Польщі, у гміні Осечна Староґардського повіту Поморського воєводства.
Населення — 930 осіб (2011).

## Демографія
Демографічна структура станом на 31 березня 2011 року:
|          | Загалом | Допрацездатний вік | Працездатний вік | Постпрацездатний вік |
| -------- | ------- | ------------------ | ---------------- | -------------------- |
| Чоловіки | 467     | 108                | 322              | 37                   |
| Жінки    | 463     | 110                | 274              | 79                   |
| Разом    | 930     | 218                | 596              | 116                  |